# Barbara von Richthofen
Barbara Freiin von Richthofen, genannt „Schwester Barbara“ (* 17. April 1919 in Militsch/Schlesien; † 3. Januar 2019 in Bethel), war eine deutsche Diakonisse und von 1975 bis 1984 Vorsteherin des Diakonissenmutterhauses Sarepta (Von Bodelschwinghsche Stiftungen Bethel).

## Leben
Ihre Eltern waren Gotthard Freiherr von Richthofen (1888–1969) und Dürili, geb. Steinberg (1890–1981). Ihre jüngeren Geschwister waren Brigitte von Kalm, geb. Freiin von Richthofen (1920–2002), und der als Leutnant in Stalingrad vermisste Manfred Freiherr von Richthofen (1922–1943). Sie wuchs in Riemberg, Kreis Goldberg/Niederschlesien, auf.
Beeinflusst insbesondere durch ihre Großmutter Therese von Richthofen, die ihren Enkeln mit einer Bilderbibel den Glauben nahebrachte, und die Schwester des Dorfpastors Heuser ging sie im Jahr 1937 als 18-Jährige zunächst als Helferin ins Evangelische Klinikum Bethel (Gilead). 1940 wurde sie als Diakonissenschülerin in Bethel aufgenommen und legte 1944 ihr Examen als Krankenschwester ab. Einige Monate war sie Anfang 1945 gegen Kriegsende als Lazarettschwester in Iserlohn  (Krankenhaus Bethanien) tätig. Weil sie im Lazarett eingesetzt wurde, erklärte man sie bei Kriegsende kurzerhand zunächst zur Kriegsgefangenen. Zurück in Bielefeld, wurde sie 1968 leitende Krankenschwester der Krankenhäuser Gilead I und II.
Danach kehrte sie zurück nach Bethel, wo sie Unterrichtsschwester (Lehrkrankenschwester) wurde; von 1946 bis 1955 leitete sie die Krankenpflegeschule am Kreiskrankenhaus Lübbecke und anschließend die Krankenpflegeschule der Krankenanstalten Sarepta im Betheler Kinderkrankenhaus Gilead. Zwischenzeitlich wurde sie 1947 als Diakonisse eingesegnet. Von 1967 bis 1968 besuchte sie die Schwesternhochschule der Diakonie in Berlin-Zehlendorf.  Von 1975 bis 1984 war sie nach Wahl durch den Diakonissenkonvent Vorsteherin des Diakonissenmutterhauses Sarepta.